# Robert S. Kaplan
Pour les articles homonymes, voir Kaplan.
Robert S. Kaplan (né le 2 mai 1940 à New York) est un professeur à la Harvard Business School. Il a contribué à diffuser, la méthode ABC (activity-based costing), avec David Cooper, universitaire, et le tableau de bord prospectif ou tableau de bord équilibré (en anglais balanced scorecard), avec David P. Norton (en), consultant. Ce dernier outil est une méthode de management permettant de visualiser les objectifs stratégiques et d'analyser les relations de cause à effet entre eux. 
Cette méthode présentée et enseignée au début des années 1990, au sein de la Harvard Business School, puis a été adoptée par de nombreuses grandes entreprises américaines. Le tableau de bord prospectif permet aux managers de visualiser leurs performance avec des indicateurs, mais en comprenant mieux les chaînages causaux. L'outil sert à réviser la stratégie à terme, tout en compensant un certain nombre de défaillances de la comptabilité financière classique, ne permettant pas de traiter convenablement les capitaux immatériels.

## Biographie
L'histoire retiendra la contribution du professeur Kaplan au contrôle de gestion comme l'une des plus influentes de la fin du XXe siècle. Ingénieur de formation, Robert Kaplan a contribué à très largement approfondir la réflexion  sur les systèmes de coûts, et les tableaux de bord. Sa réflexion s'inscrit assez largement dans un paradigme de création de valeur actionnariale. Ces outils ont toutefois eu beaucoup de succès dans le secteur non marchand, et notamment dans le secteur de la santé. En 2006, Robert Kaplan a reçu le Lifetime Contribution Award de la Management Accounting Section de l'American Accounting Association. Au cours de sa carrière, Robert Kaplan n'a cessé d'insister sur l'importance d'un triptyque : enseigner, conseiller, rechercher. Robert Kaplan entend par là trois métiers : consultant, enseignant et chercheur, qui vont de pair pour lui. 
C'est de cette façon, et grâce à l'environnement extraordinairement stimulant d'Harvard, que Kaplan est entré en relation avec des cadres supérieurs et des réseaux d'affaires qui lui ont permis de découvrir des applications innovantes. Si l'ABC a connu un succès modéré, le BSC a été  un véritable succès. Avec l'arrivée des concepts de RSE (responsabilité sociétale de l'entreprise) et de parties prenantes, il a toutefois été contesté de manière croissante, jusqu'à arriver aux notions de sustainability balanced scorecard et d'integrated scorecard, ou encore integrated Risk scorecard.